# 迪特富特
迪特富特是德国萨克森-安哈尔特州的一个市镇。总面积23.72平方公里，总人口1636人，其中男性814人，女性822人（2011年12月31日），人口密度69人/平方公里。